# Катрейн, Теодор
Теодор фон Катрейн (нем. Theodor von Kathrein; 1842—1916) — австрийский политический деятель.

## Биография
Теодор фон Катрейн родился в Южном Тироле, был адвокатом и журналистом, в 1883 избран в австрийский рейхсрат и впоследствии примкнул к клубу Гогенварта. Катрейн был энергичным и влиятельным защитником интересов католической церкви. В течение многих лет он был членом бюджетной комиссии и её главным докладчиком, а также вице-президентом палаты депутатов.
Был старшиной только что образовавшегося клуба (партии) католического центра; в 1904 назначен ландесгауптманом (губернатором) Тироля; в этой должности старался примирить тирольских немцев с итальянцами.